# 大比目鱼

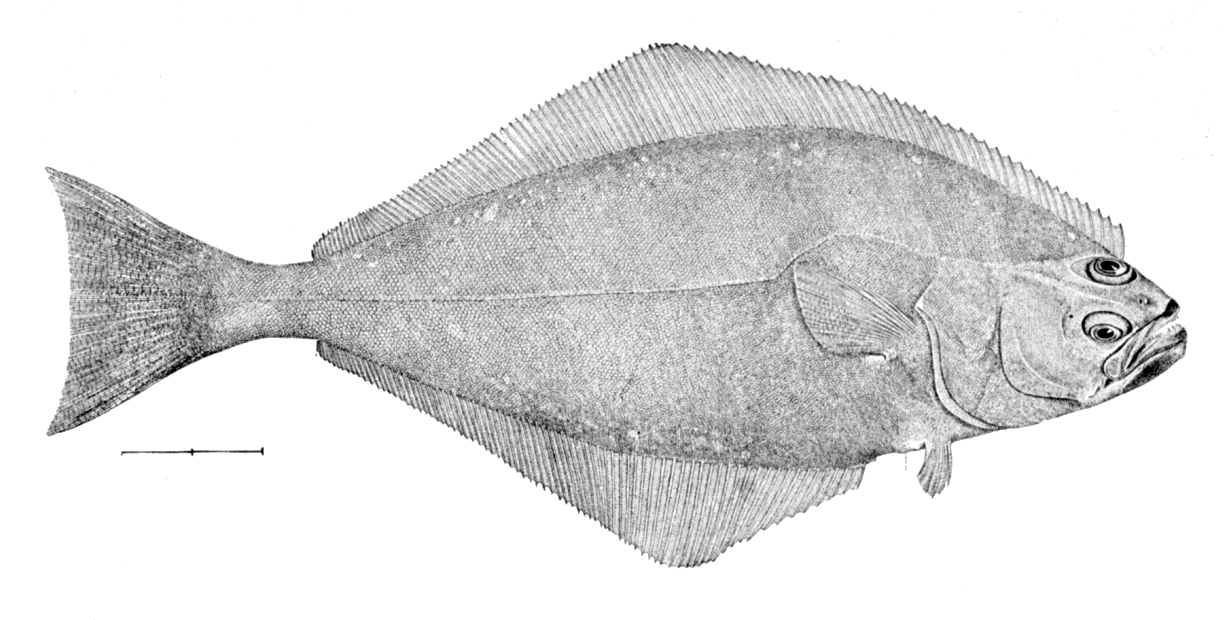
大西洋比目鱼

大比目鱼（英語：Halibut）是鲽科，Hippoglossus和马舌鲽的通用名称。大比目鱼是底栖鱼类，因其食用性和娱乐性备受人们的欢迎。

## 词源
Halibut这个词来自于haly（圣）和Butte（比目鱼），是因为它在天主教圣日很受欢迎。